# Condado de Ontário
O Condado de Ontário é um dos 62 condados do Estado americano de Nova Iorque. A sede do condado é Canandaigua, e sua maior cidade é Canandaigua. O condado possui uma área de 1 716 km²(dos quais 47 km² estão cobertos por água), uma população de 108,099 habitantes, e uma densidade populacional de 65 hab/km² (segundo o censo nacional de 2010). O condado foi fundado em 1789.